# Piranga bifascié
Piranga leucoptera · Tangara bifascié
Espèce
Répartition géographique
Statut de conservation UICN

 LC  : Préoccupation mineure
Le Piranga bifascié (Piranga leucoptera), anciennement Tangara bifascié, est une espèce de passereaux de la famille des Cardinalidae qui était auparavant placée dans la famille des Thraupidae.

## Systématique
L'espèce Piranga leucoptera a été décrite en 1839 par le naturaliste américain James De Berty Trudeau (d) sous la graphie Pyranga leucoptera

## Répartition

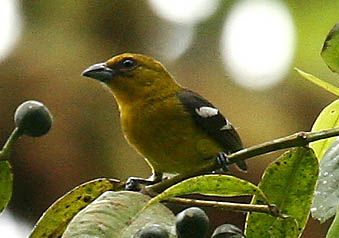
Piranga bifascié, femelle.

Son aire s'étend de la Sierra Madre orientale à la moitié nord des Andes.

## Liste des sous-espèces
Selon la classification de référence du Congrès ornithologique international (version 11.2, 2021) :
- Piranga leucoptera leucoptera Trudeau, 1839 ;
- Piranga leucoptera latifasciata Ridgway, 1887 ;
- Piranga leucoptera venezuelae Zimmer, JT, 1947 ;
- Piranga leucoptera ardens (Tschudi, 1844).

## Publication originale
- (en) J. Trudeau, « Description of the White-winged Tanager, (Pyranga leucoptera.) », Journal of the Academy of Natural Sciences of Philadelphia, Philadelphie, Inconnu, vol. 8,‎ 4 juin 1839, p. 160 (ISSN 0885-3479, OCLC 1460713, lire en ligne).